# Artem Pywowarow

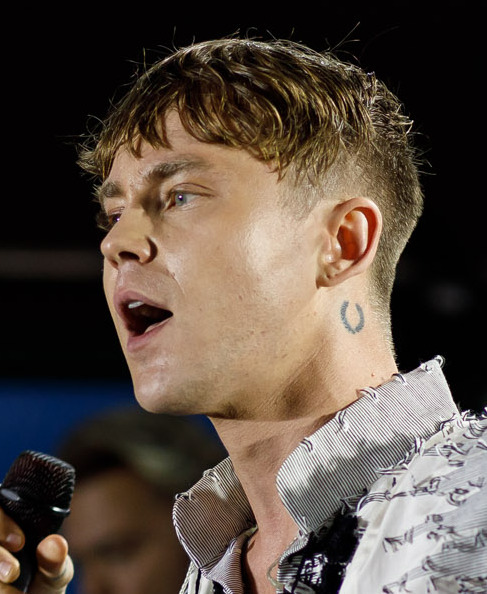
Pywowarow bei den UNICEF Youth Awards im August 2022

Artem Wolodymyrowytsch Pywowarow (ukrainisch Артем Володимирович Пивоваров, wiss. Transliteration Artem Volodymyrovyč Pyvovarov; * 28. Juni 1991 in Wowtschansk, Oblast Charkiw) ist ein ukrainischer Singer-Songwriter.

## Leben und Karriere
Pywowarow ist am 28. Juni 1991 in Wowtschansk im Oblast Charkiw in der Ukraine geboren. Er wuchs bei seiner Mutter und seiner Großmutter auf. Seit seiner Kindheit ist er musikalisch an Musik interessiert und ab dem Alter von 12 Jahren besuchte er eine Musikschule, welche er drei Monate später allerdings wieder verließ. Ebenfalls im Alter von 12 Jahren begann er mit dem Songwriting. Nach Abschluss der neunten Klasse besuchte er eine medizinische Universität, wo er ein Diplom als Rettungssanitäter und Geburtshelfer erhielt. Anschließend studierte er an der Staatlichen Akademie für Kommunalwirtschaft Charkiw und erlangte einen Abschluss in Ökologie.
Nach seinem Abschluss war Pywowarow zunächst im medizinischen Bereich tätig. Seine musikalische Karriere begann 2012 in der Band Dance! Dance! und durch Cover auf YouTube. Seit 2014 tritt er unter seinem Realnamen auf. Seit 2015 arbeitet er als Regisseur von Kurzfilmen und Visualisierungen. Im selben Jahr gründete er die Tonproduktionsfirma Pivovarov Production. 2016 veröffentlichte er gemeinsam mit dem russischen Künstler Mot den Titel Муссоны (deutsch: Monsun), welcher auf YouTube über 23 Millionen Aufrufe verzeichnet (Stand: 4. Mai 2025). Im Jahr 2017 veröffentlichte er den Titel Кислород (deutsch: Sauerstoff), welcher auf YouTube fast 41 Millionen Mal gestreamt wurde (Stand: 4. Mai 2025). 2019 trat er bei Miss Ukraine und den M1 Music Awards auf.
Im Dezember 2022 setzte er trotz eines Stromausfalls während seines Konzerts in Tscherkassy infolge eines russischen Raketeneinschlags das Konzert fort und beendete es unter Mitsingen des Publikums. Das ukrainische Verteidigungsministerium twitterte dazu im Anschluss: „The Ukrainian spirit is unbreakable“ (deutsch: „Der ukrainische Geist ist unverwüstlich“). Im Juni 2023 sagte die Stadt Zürich aufgrund von Sicherheitsbedenken spontan ein Konzert von ihm ab, nachdem er sich mit ukrainischen Streitkräften und einer UPA-Flagge gezeigt hatte. Er trat daraufhin unter freiem Himmel auf und kritisierte die Behörden für die Absage.
Im September 2023 wurde Pywowarow einer der Juroren in der 13. Staffel von The Voice of Ukraine.

## Diskografie (Auswahl)

### Alben
- 2013: Космос
- 2015: Океан
- 2017: Стихия воды
- 2017: Стихия огня
- 2020: Земной

### Singles (Auswahl)
| - 2015: Собирай Меня - 2016: Муссоны (mit Mot) - 2017: Ливень (mit Mot) - 2017: Кислород - 2017: Городские Слухи - 2017: Моя ніч - 2019: No.1 - 2019: Дежавю - 2020: Proud / Дом (mit Michelle Andrade) - 2021: Рандеву - 2021: Міраж - 2022: Майбутність (mit Kalush) | - 2022: Радісно (mit Lely45) - 2022: До весни (mit Zlata Ohnjewitsch) - 2022: Думи (mit Dorofeeva) - 2022: Ой на горі - 2022: Тішся (mit Olya Polyakova) - 2022: Люлі-Люлі (mit Alyona Alyona) - 2022: Там у тополі (mit NK) - 2022: Маніфест - 2023: Очі (mit Quest Pistols) - 2023: Мова вітру (mit Chrystyna Solowij) - 2024: Барабан (mit Klavdia Petrivna) |